# Phil Snyder
Phil Snyder (Ellensburg, 6 febbraio 1953) è un attore e doppiatore statunitense.
Sesto di dieci fratelli lavora e vive a Los Angeles. È dal 2010, dalla morte di Eddie Carroll, il doppiatore del Grillo Parlante nella saga di Kingdom Hearts per la precisione nei capitoli: Kingdom Hearts Coded e Kingdom Hearts 3D: Dream Drop Distance.